# ジェイク・スコット (ガード)
ジェイク・スコット（Jake Scott 1981年4月16日 - ）はアイダホ州ルイストン出身の元アメリカンフットボール選手。ポジションはガード。

## 経歴
アイダホ大学ではトム・ケイブルヘッドコーチの元、4年間ライトタックルとして先発選手を務めた。また円盤投と砲丸投も行った。2004年のNFLドラフト5巡目にインディアナポリス・コルツに指名されて入団した。
2004年には9試合で右ガードとして先発出場、2005年には全16試合に先発出場し、14試合で右ガード、2試合で右タックルを務めた。2006年も全16試合に先発出場し、2007年2月のシカゴ・ベアーズとの第41回スーパーボウルでも先発し、優勝を味わった。コルツでは4シーズンで57試合に出場した。
2008年3月10日、テネシー・タイタンズと1年あたりおよそ500万ドルの契約を結んだ。タイタンズでは4年間連続で全16試合に先発出場した。
2012年11月12日、フィラデルフィア・イーグルスと契約を結び、ダニー・ワトキンスが負傷した後、7試合で先発出場した。
2013年6月4日、デトロイト・ライオンズと1年契約を結んだ。